# Gellért Szabó
Gellért Szabó (* 1992 in Ludwigshafen) ist ein deutscher Gitarrist, Dirigent und Komponist.

## Leben und Wirken
Szabó spielte zunächst im Landesjugendjazzorchester Hessen unter der Leitung von Wolfgang Diefenbach und war 2017 als Gitarrist am Tonträger Friendship beteiligt. Von 2015 bis 2020 studierte er an der Hochschule für Musik Franz Liszt Weimar bei Frank Möbus elektrische Gitarre und improvisierte Musik. Bei Ulrich Alexander Kreppein und Stefan Schultze nahm er Unterricht in Komposition. Er war Teilnehmer an Workshops mit Chris Potter, Joshua Fineberg, Marc Copeland, Joey Barron, Billy Cobham. Weiterführenden Einzelunterricht nahm er bei Gilad Hekselman, Ronny Graupe, Christian Kögel, John Schröder. Als Gitarrist spielte Szabó im Jazzorchester Friedrichshain-Kreuzberg und in Stefan Schultze’s Large Ensemble der HfM Weimar. 2019 wurde Szabó beim hessischen Landeswettbewerb Jugend jazzt  mit dem 1. Preis im Kompositionswettbewerb für Bigband und dem 1., 2. und 3. Preis im Kompositionswettbewerb für Combo ausgezeichnet.
Seit 2021 leitet Szabó das von ihm gegründete Gellért Szabó´s Ideal Orchester mit aktuell 23 professionellen Musikerinnen und Musikern aus den Bereichen Jazz, Improvisation und Neue Musik. Die Besetzung umfasst Streichinstrumente, Holz- und Blechbläsern, Klavier, Akkordeon, vier Sänger und vier Schlagzeuger. Zu den Musikern gehören unter anderem Nora Benamara, Johannes von Buttlar, Susanne Stock, Marietheres Schneider, Steffen Roth, Simon Lucaciu, Stephan Deller und Philipp Reinsch. 2025 erschien auf Boomslang Records das Orchester-Album Live at Berghain, das von der Kritik positiv aufgenommen wurde.

## Würdigung
„Die zur Zeit 23 Musiker:innen des Orchesters werden Synergie aus dirigierten Improvisationen und sorgfältig ausgearbeiteten Kompositionen bilden und es sich damit in einem weitläufigen Repertoire gemütlich machen. Von brutalistischen Lärmwänden bis cineastisch-getragenen Klangwelten ist alles dabei.“ (Hilka Dirks)
"Neben Jazz und Improvisation hat dieses Ensemble vor allem Interesse am Experiment und an dem, was neudeutsch Soundpainting heißt: der Klangmalerei. Anderthalb Stunden wird auf der Bühne improvisiert, was das Zeug hält, finden immer neue Kombinationen von Musikern zusammen, die vor allem der Hang zur klanglichen Übersteigerung eint." (Patrick Becker-Naydenov)